# Santa Cunera
Cunera, o Kunera (... – IV secolo), è stata, secondo la tradizione, una vergine olandese vissuta intorno al IV secolo; è venerata come santa dalla Chiesa cattolica, che la ricorda il 12 giugno.

## Agiografia e culto

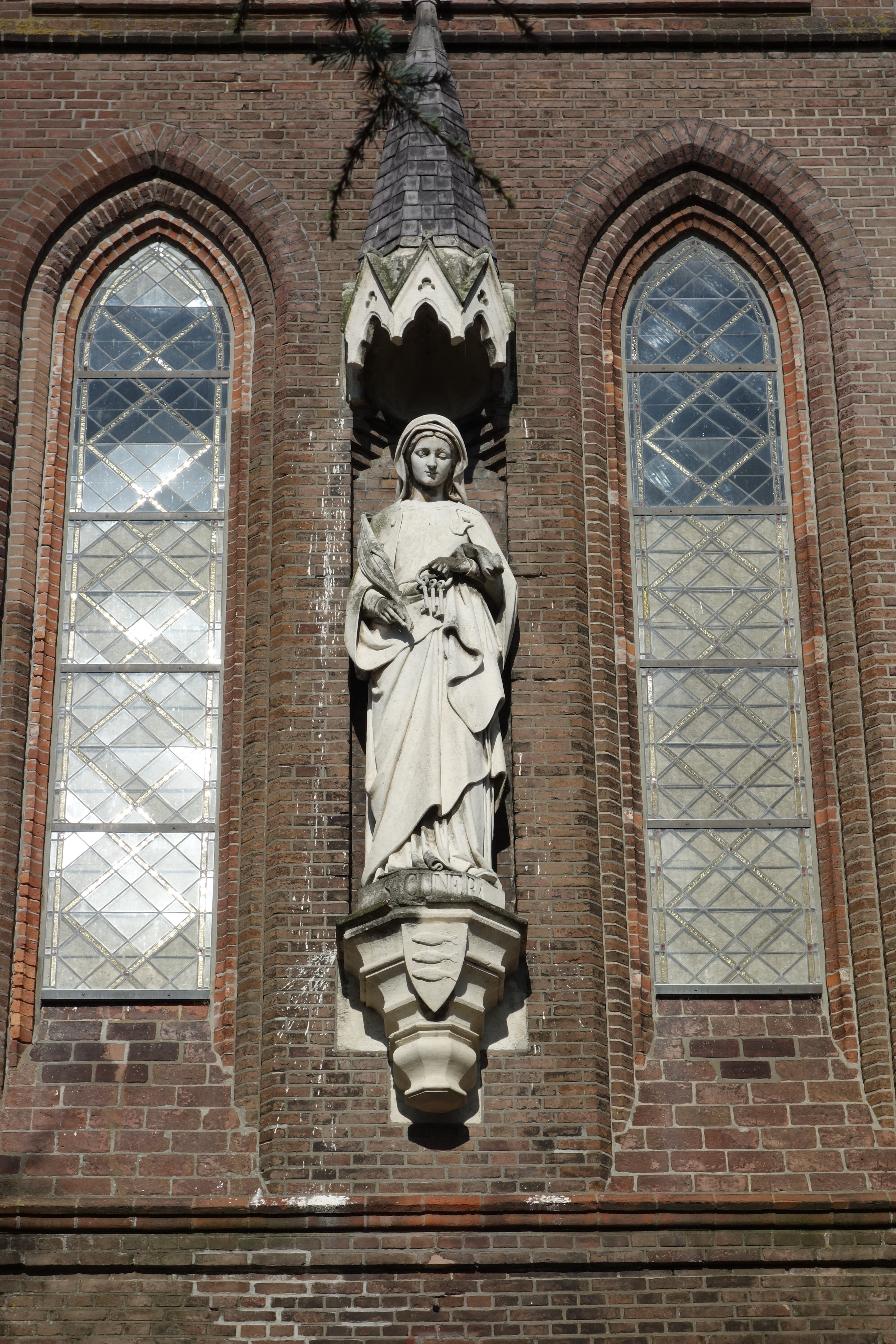
Statua di santa Cunera su una parete della Cunerakerk di Nibbixwoud.

La tradizione la indica come una principessa della regione di York, e una delle vergini che accompagnarono sant'Orsola nel suo pellegrinaggio a Roma. Quando Orsola e le compagne giunsero a Colonia, dove avrebbe subito il martirio, Cunera venne salvata da re Redbaldo di Frisia (altre fonti lo indicano come il re del Reno, forse facendo confusione con Rhenen) a motivo della sua bellezza, il quale la portò nella sua città dove abitava, Rhenen. Ivi Cunera visse virtuosamente, e venne tanto apprezzata dal re che le diede le chiavi della città, preferendola anche ai suoi stessi famigliari; ciò fece ingelosire la regina Aldegonda, che cominciò a sparlare di lei al re. Non avendo ottenuto alcun risultato, quando il re era a caccia, la fece strangolare con una sciarpa e seppellire nelle stalle.
Al suo ritorno il re chiese dove fosse Cunera e la regina mentì dicendo che erano giunti i suoi genitori a prenderla. Nel frattempo, il cavallo del re si rifiutava categoricamente di farsi condurre nelle stalle, così venne condotto da un'altra parte. Andato a dormire, il re venne svegliato dal suo stalliere che, entrato nella stalla dove era stata nascosta Cunera, aveva visto delle candele ardenti disposte a croce e si era spaventato: il re giunse ad investigare e vide le candele, che scomparvero subito dopo, e trovò infine il corpo di Cunera, con ancora la sciarpa attorno al collo; dopo ciò, Radbod si convertì al cristianesimo mentre la regina impazzì e si uccise.
Alcune fonti nominano anche i genitori di Cunera, tali Aurelio e Florenzia, mentre altre ancora affermano che la traslazione delle sue reliquie avvenne per ordine di san Villibrordo, che ne avrebbe anche confermato il culto.
La leggenda risulta però estremamente inverosimile - non si capisce ad esempio perché un re dei frisoni, al tempo tenacemente pagani, fosse interessato al salvataggio di una giovane e devota vergine cristiana, né esistono prove per affermare che Cunera fosse effettivamente una cristiana; peraltro, non risulta esistito alcun re con questo nome nel IV secolo, la cui conversione non sarebbe certo passata inosservata. Similmente, nella vita di Villibrordo scritta da Alcuino nel IX secolo non si fa menzione alcuna di santa Cunera, e la relazione tra i due santi viene introdotta solo nell'agiografia di Cunera scritta secoli dopo. I curatori dell'Acta Sanctorum rigettano per questo sia il legame con Villibrordo che quello con Orsola.
Ciò non ha impedito, comunque, la diffusione di un suo culto, localizzato in diversi luoghi attorno ad Utrecht, di cui vi sono tracce storiche: nel XII secolo è attestato il caso di una donna di Rhenen, tale Adelheid, che giurò sulle reliquie della santa, ed è riportato nel XV secolo il caso di una donna francese guarita dal vaiolo grazie alla sua intercessione. La vicenda di santa Cunera, esportata in Scozia successivamente, diede probabilmente origine al culto di santa Kennera.